# Air-France-Flug 1919
Am 21. Dezember 1987 verunfallte auf dem Air-France-Flug 1919 (Flugnummer IATA: AF1919, ICAO: AFR1919, Funkrufzeichen: AIRFRANS 1919) vom Flughafen Brüssel zum Flughafen Bordeaux eine Embraer EMB-120RT Brasília kurz vor der Landung, wobei alle 16 Insassen ums Leben kamen.

## Maschine
Das betroffene Flugzeug war eine 1986 gebaute Embraer EMB 120RT Brasilia mit der Werknummer 120033 und der Modellseriennummer 33. Die Maschine war zunächst mit dem Luftfahrzeugkennzeichen PT-SJC auf den Hersteller zugelassen worden und absolvierte am 18. November 1986 ihren Erstflug, ehe sie am 27. November 1986 fabrikneu an Air Littoral ausgeliefert wurde, bei der sie das Luftfahrzeugkennzeichen F-GEGH erhielt. Das zweimotorige Kurzstreckenflugzeug war mit einer Druckkabine und zwei Turboproptriebwerken vom Typ Pratt & Whitney PW118A ausgerüstet. Bis zum Zeitpunkt des Unfalls hatte die Maschine eine Gesamtbetriebsleistung von 2.505 Betriebsstunden absolviert.

## Insassen
Den Flug von Brüssel nach Bordeaux hatten 13 Passagiere angetreten. Es befand sich eine dreiköpfige Besatzung an Bord, bestehend aus einem Flugkapitän, einem Ersten Offizier und einer Flugbegleiterin. Der 36-jährige Flugkapitän konnte 2.394 Stunden Flugerfahrung vorweisen, von denen 101 Stunden auf die Embraer EMB 120 entfielen, der 28-jährige Erste Offizier verfügte über 1.326 Stunden Flugerfahrung, auf die 215 Stunden mit der Embraer EMB 120 entfielen.

## Unfallhergang
Die Maschine hob um 13:30 Uhr vom Flughafen Brüssel ab. Der Erste Offizier war auf dem Flug der Pilot Flying, der Flugkapitän der Pilot Monitoring. Nachdem der Flug von Brüssel nach Bordeaux ohne besondere Vorkommnisse durchgeführt wurde, forderten die Piloten um 15:01 Uhr die Radarvektoren für eine instrumentenlandesystemgestützte Landung auf Landebahn 23 des Flughafens Bordeaux an. Die Sicht war zu diesem Zeitpunkt schlecht, die Runway Visual Range betrug 350 bis 650 Meter. Um 15:04:40 Uhr überflog die Maschine den Initial Approach Fix KERAG, sie befand sich zu diesem Zeitpunkt auf Flugfläche 144. Die Wolkenuntergrenze betrug nur 30 Meter, daher baten die Piloten um die Freigabe für den Flug einer Platzrunde zum südlichen Ende des Flughafens. Die Wetterverhältnisse besserten sich im Laufe der folgenden Minuten leicht, sodass die Anflugkontrolle von Bordeaux eine Wolkenuntergrenze von 40 Metern meldete. Die Maschine war noch nicht in die Platzrunde eingeflogen und der Kapitän beschloss zu versuchen, den ILS-gestützten Anflug fortzusetzen. Um 15:06:38 Uhr erhielt die Maschine die Freigabe, das Funkfeuer BD anzufliegen und auf 2.000 Fuß zu sinken. Beim Überfliegen von BD wurde die Freigabe für den Endanflug erteilt und den Piloten die Anweisung gegeben, sich mit dem Anfluglotsen von Bordeaux in Verbindung zu setzen. Die Maschine war zu diesem Zeitpunkt von der Anfluggrundlinie abgewichen. Die Flugsicherung von Bordeaux erteilte den Piloten daraufhin die Anweisung, sich beim Überfliegen des Outer Marker zu melden, was der Kapitän bestätigte. Nach dem Passieren des Outer Marker war die Maschine immer noch nicht entsprechend dem ILS ausgerichtet. Während die Maschine unter den Gleitpfad sank, fuhr die Cockpitbesatzung hastig das Fahrwerk und die Auftriebshilfen aus. Der Kapitän kontaktierte nicht wie erbeten die Flugsicherung, sondern übernahm die Steuerung der Maschine und versuchte, den Anflug selbst fortzusetzen. Während die Maschine weiter unter den Gleitpfad sank, hatten die beiden Piloten nur wenig Zeit, sich in ihre neuen Rollen einzufügen. Der Sinkflug wurde fortgesetzt, bis die Maschine Baumkronen streifte und um 15:10:48 Uhr zu Boden stürzte. Alle 16 Insassen kamen dabei ums Leben.

## Ursache
Das Bureau d’Enquêtes et d’Analyses pour la sécurité de l’aviation civile übernahm nach dem Unfall die Ermittlungen zur Unfallursache. Die Ermittler sahen den Unfall als Folge einer schlechten Kontrolle über die Flugbahn der Maschine an. Die beiden Piloten hätten nacheinander in ihrer jeweiligen Rolle des Pilot Flying die Flughöhe missachtet, während die Maschine abseits des ILS-Gleitpfads zunächst eine Höhe von 2.000 Fuß und schließlich die Entscheidungshöhe von 220 Fuß unterschritt. Der jeweils andere Pilot, der in den betroffenen Flugphasen die Rolle des Pilot non flying ausübte, habe in den kritischen Momenten die mit dieser Rolle verbundenen Aufgaben, wie das Überwachen der Flughöhe und der Einhaltung des ILS-Gleitpfads sowie das Hinweisen auf Abweichungen missachtet. Die Koordination der Aufgaben zwischen den Piloten und damit das Crew Resource Management sei zudem unzureichend gewesen.